# Distretto di Zhítíqara
Il distretto di Zhítíqara (in kazako: Жітіқара ауданы) è un distretto (audan) del Kazakistan con  capoluogo zhítíqara.